# Решмин, Сергей Александрович
Серге́й Алекса́ндрович Ре́шмин (род. 9 августа 1974, Москва, СССР) — российский учёный-механик, специалист по теории управления. Лауреат премии имени А. А. Андронова (2015). Доктор физико-математических наук, профессор и член-корреспондент Российской академии наук (РАН) (2016).

## Биография
Родился в 1974 году в Москве. В 1997 году с отличием окончил Московский физико-технический институт (МФТИ). Тогда же был принят на работу в лабораторию механики управляемых систем Института проблем механики имени А. Ю. Ишлинского (ИПМех) РАН. В ИПМех прошёл путь от старшего лаборанта-исследователя до главного научного сотрудника. В 2011 году защитил диссертацию «Синтез управления в нелинейных механических системах» на соискание учёной степени доктора физико-математических наук. С 1 ноября 2012 года возглавляет лабораторию механики систем ИПМех. В 2016 году избран профессором РАН и в том же году — членом-корреспондентом РАН по Отделению энергетики, машиностроения, механики и процессов управления.

## Научная деятельность
С. А. Решмин — специалист в области теории и методов управления. Им проведены исследования по разработке и приложению метода декомпозиции для построения управления нелинейными динамическими системами, в том числе с дефицитом управляющих параметров. Построен и детально исследован оптимальный по быстродействию синтез управления нелинейным маятником. Изучены свойства оптимального по быстродействию управления нелинейными механическими системами второго порядка общего вида. В сотрудничестве с Международным институтом прикладного системного анализа (Австрия) выполнены исследования по математической проблеме оптимальных инвестиций в научно-технические разработки (в рамках принятой модели макроэкономического развития).
Автор свыше 70 научных трудов, включая две монографии. Индекс Хирша — 16 (по РИНЦ).

## Преподавание и оргработа
В настоящее время (2019 г.) преподает в МГТУ им. Н. Э. Баумана в должности профессора по совместительству. Ранее преподавал на базовой кафедре «Механика и процессы управления» МФТИ при ИПМех.
Является членом редколлегий журналов «Известия РАН. Теория и системы управления» и «Прикладная математика и механика».
Член учёного совета ИПМех, Научного совета РАН по теории управляемых процессов и автоматизации, Секции № 5 Научного совета РАН по исследованиям в области обороны.

## Признание и награды
- Лауреат премии «Новая генерация» РАО «ЕЭС России» и Российской академии наук за работу «Разработка и оптимизация методов управления сложными системами»[2] (2005).
- Лауреат премии издательства МАИК «Наука/Интерпериодика» (2008).
- Лауреат премии имени А. А. Андронова РАН за цикл работ «Методы управления нелинейными динамическими системами», совместно с Ф. Л. Черноусько и И. М. Ананьевским (2015).
- Обладатель почётного учёного звания «Профессор РАН» (2016).

## Некоторые публикации
Монографии
- Chernousko F.L., Ananievski I.M., Reshmin S.A. // Control of Nonlinear Dynamical Systems. Methods and Applications. // Berlin, Heidelberg: Springer, 2008, 396 p.
- Черноусько Ф. Л., Ананьевский И. М., Решмин С. А. // Методы управления нелинейными механическими системами. // М.: Физматлит, 2006, 328 с.

Научные статьи
- Решмин С. А. // Оценка пороговой величины управления в задаче о наискорейшем приведении спутника в желаемое угловое положение // Известия РАН. Механика твердого тела, 2017, № 1, стр. 12—22.
- Reshmin S.A. // Properties of the time-optimal control for Lagrangian single-degree-of-freedom systems // IEEE Transactions on Automatic Control, 2015, v. 60, № 12, pp. 3350—3355.
- Reshmin S.A., Chernousko F.L. // Properties of the time-optimal feedback control for a pendulum-like system // Journal of Optimization Theory and Applications, 2014, v. 163, № 1, pp. 230—252.
- Решмин С. А. Метод декомпозиции в задаче управления лагранжевой системой с дефицитом управляющих параметров // Прикладная математика и механика, 2010, т. 74, № 1, стр. 151—169.